# Tel Mond
Tel Mond (hebr. תל מונד; pol. Wzgórze Monda) – samorząd lokalny położony w Dystrykcie Centralnym, w Izraelu.
Leży na równinie Szaron, w otoczeniu miasteczek Ewen Jehuda i Coran-Kadima, moszawów Bene Deror, En Wered i Cherut, oraz kibuców Kefar Hess i Tel Jicchak.

## Historia
W 1929 roku sir Alfred Moritz Mond (1868–1930), znany później jako lord Melchett, zakupił w tej okolicy ziemię i sfinansował zasadzenie sadu drzew cytrusowych (plantacja Havat Tel Mond) dając zatrudnienie żydowskim mieszkańcom.
Moszaw został założony w 1933 przez grupę robotników z plantacji. W 1954 moszaw otrzymał status samorządu lokalnego.

## Demografia
Zgodnie z danymi Izraelskiego Centrum Danych Statystycznych w 2008 roku w mieście żyło 10,4 tys. mieszkańców, wszyscy Żydzi.
Populacja miasta pod względem wieku:
| Wiek (w latach) | Procent populacji w % |
| --------------- | --------------------- |
| 0-4             | 10,7%                 |
| 5-9             | 12,3%                 |
| 10-14           | 9,7%                  |
| 15-19           | 7,5%                  |
| 20-29           | 11,4%                 |
| 30-44           | 24,8%                 |
| 45-59           | 16,8%                 |
| ponad 60        | 6,8%                  |

Źródło danych: Central Bureau of Statistics.

## Edukacja
W miejscowości znajdują się następujące szkoły: Niccanim, Shelanu oraz Or Tora Religious School. Są tu także religijne centra edukacyjne Beit Kneset Chabad i Chabad of Tel Mond.

## Kultura

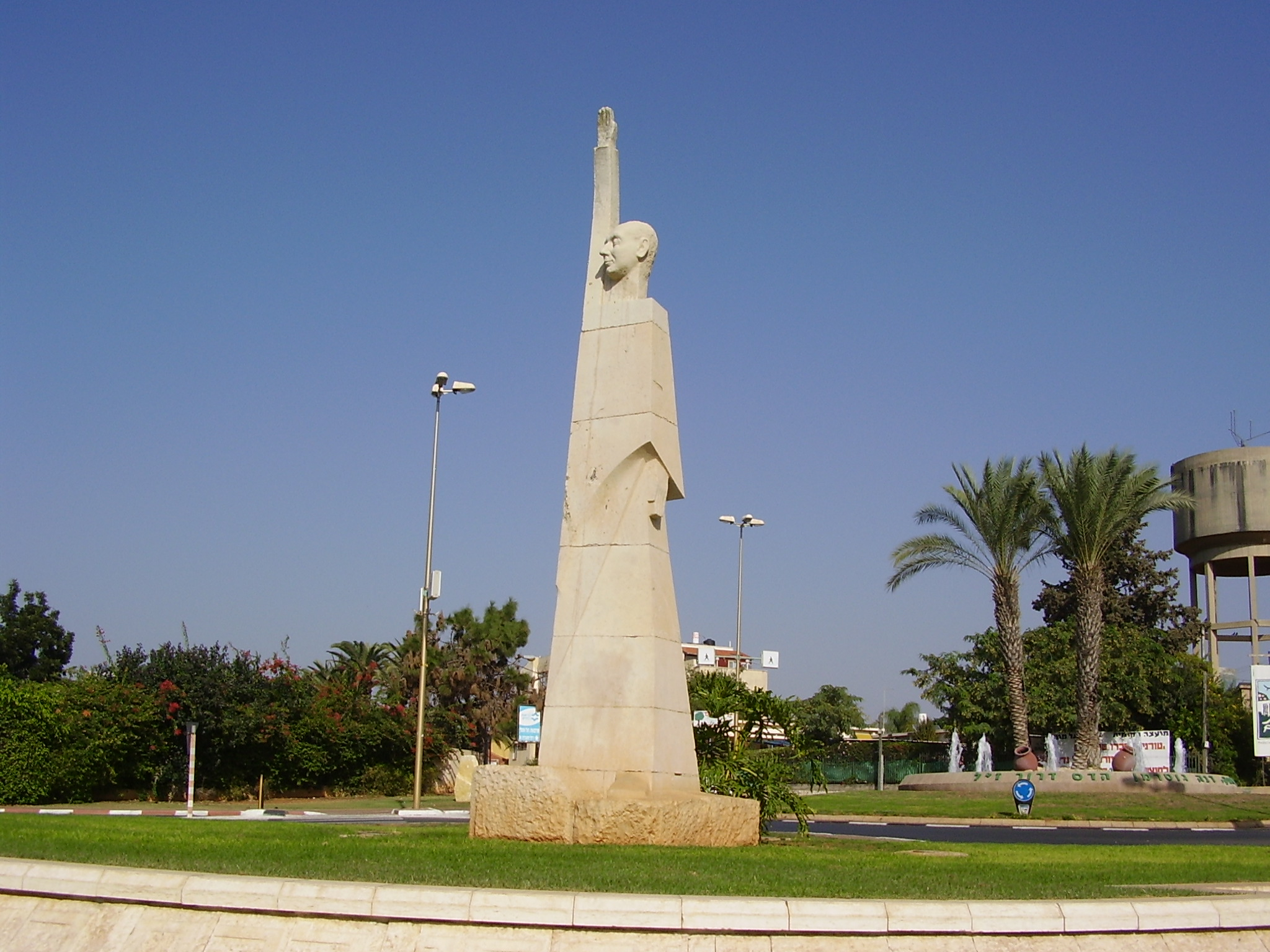
Pomnik Lorda Melchetta stojący w parku w Tel Mond, wykonany przez Batię Lichansky

W miejscowości znajduje się muzeum House of Lord Museum, utworzone w domu, w którym mieszkał Lord Melchett. Muzeum przedstawia historię syjonistycznego osadnictwa w rejonie Tel Mond. Przed muzeum jest park z pomnikiem Lorda Melchetta, wykonanym przez Batię Lichansky.

## Sport
W Tel Mond znajduje się duże centrum sportowe, z kortami tenisowymi, boiskiem do piłki nożnej i z licznymi boiskami.

## Gospodarka
Jest to miasteczko w którym w większości mieszkają ludzie dojeżdżający do pracy w pobliskich dużych ośrodkach przemysłowych. Gospodarka miejscowości opiera się na sadownictwie.

## Osoby związane z miastem
- Awraham Hirszson - były minister finansów

## Komunikacja
Wzdłuż północnej granicy miejscowości przebiega droga nr 553 , którą jadąc na zachód dojeżdża się do moszawu Bene Deror i drogi ekspresowej nr 4  (Erez–Kefar Rosz ha-Nikra), lub jadąc w kierunku wschodnim dojeżdża się do moszawu En Wered. W kierunku północnym prowadzi droga nr 562 , którą dojeżdża się do miasteczka Coran-Kadima. Wzdłuż wschodniej granicy miasteczka przebiega droga nr 5531, którą jadąc na południe dojeżdża się do kibucu Kefar Hess i moszawu Cherut.

## Miasta partnerskie
- Sarasota, USA
- Torun, Poland